# Paolo Boi
Paolo Boi (ur. 1528 w Syrakuzach na Sycylii, zm. 1598 w Neapolu) – włoski szachista, uznawany, obok swego ucznia i przyjaciela Leonarda di Bona, za najsilniejszego gracza w szesnastowiecznej Europie. Znany jako "il Siracusano" (Syrakuzańczyk) utrzymywał się z gry w szachy jeżdżąc po Europie w poszukiwaniu przeciwników i sponsorów. Jego protektorami byli m.in. król Portugalii Sebastian I i Katarzyna Medycejska. W 1549 roku wygrał mecz z papieżem Pawłem III.
Uznawany za najsilniejszego gracza w Italii, prowadził w Neapolu, w pałacu księcia Fabrizio Gesualdo di Venosa, akademię szachową, do której około 1572 roku trafił Leonardo di Bona. Obaj szachiści różnili się bardzo. Leonardo był lichej postury, grał powoli i ostrożnie. Boi (którego nazywano również il Bove, czyli Wół) był ponadprzeciętnych rozmiarów, grał szybko i ryzykownie. Rozegrany między nimi mecz po dwuletniej edukacji Leonarda w akademii zakończył się niespodziewanym remisem. Szachiści zostali przyjaciółmi i długoletnimi rywalami, ich drogi później wielokrotnie krzyżowały się.
W 1575 roku w Madrycie, na dworze króla Hiszpanii Filipa II rozegrano pierwszy odnotowany przez historyków międzynarodowy mecz szachowy pomiędzy Leonardem di Boną a Ruyem Lópezem, wygrany przez Leonarda. Wydarzenie zgromadziło w Madrycie kilku najsłynniejszych szachistów. Był wśród nich Paolo Boi, który również pokonał Lopeza, za co został nagrodzony przez króla Filipa solidną rentą. Z Madrytu zarówno Leonardo jak i Boi, chociaż osobno, udali się do Lizbony, gdzie pokonawszy na dworze króla Sebastiana tamtejszych mistrzów, rozegrali mecz pomiędzy sobą. Tym razem Boi musiał przełknąć gorycz porażki.